# Granica szwajcarsko-włoska
Granica szwajcarsko-włoska – granica państwowa ciągnąca się na długości 740 km.
Szwajcarsko-włoska granica ciągnie się od trójstyku Francja – Włochy – Szwajcaria na Mont Dolent do trójstyku Austria – Włochy – Szwajcaria na Piz Lat.
Włoska gmina Campione d’Italia stanowi eksklawę na terytorium szwajcarskiego kantonu Ticino. Campione d’Italia jest oddzielone od reszty Włoch przez jezioro Lugano.

## Przejścia graniczne
- Wielka Przełęcz Świętego Bernarda
- Forcola di Livigno
- Pass Umbrail
- Malojapass
- San Lucio
- Simplonpass
- Splügen